# (73886) 1997 EY5
(73886) 1997 EY5 – planetoida z pasa głównego asteroid okrążająca Słońce w ciągu 7 lat i 312 dni w średniej odległości 3,95 j.a. Została odkryta 4 marca 1997 roku.